# Mianduhe (köpinghuvudort i Kina, Inner Mongolia Autonomous Region, lat 49,10, long 121,03)
Mianduhe (kinesiska: 免渡河, 免渡河镇) är en köpinghuvudort i Kina. Den ligger i den autonoma regionen Inre Mongoliet, i den norra delen av landet, omkring 1 200 kilometer nordost om regionhuvudstaden Hohhot. Antalet invånare är 37 876. Befolkningen består av 17 950 kvinnor och 19 926 män. Barn under 15 år utgör 9,0 %, vuxna 15-64 år 80 %, och äldre över 65 år 9,0 %.
Runt Mianduhe är det glesbefolkat, med 14 invånare per kvadratkilometer. Det finns inga andra samhällen i närheten. Trakten runt Mianduhe består i huvudsak av gräsmarker.
Genomsnittlig årsnederbörd är 818 millimeter. Den regnigaste månaden är juli, med i genomsnitt 229 mm nederbörd, och den torraste är januari, med 7 mm nederbörd.